# Ascorhynchus pubescens
Ascorhynchus pubescens là một loài nhện biển trong họ Ascorhynchidae. Loài này thuộc chi Ascorhynchus. Ascorhynchus pubescens được miêu tả năm 1890 voor het eerst wetenschappelijk bởi Ortmann.